# Gusztáv fellázad
A Gusztáv fellázad a Gusztáv című rajzfilmsorozat második évadának első epizódja.

## Rövid tartalom
Gusztáv fellázad az otthoni robotolás miatt, de kiderül, hogy más nő mellett is hasonló a helyzet.

## Alkotók
- Írta, tervezte és rendezte: Jankovics Marcell
- Zenéjét szerezte: Pethő Zsolt
- Operatőr: Neményi Mária
- Hangmérnök: Horváth Domonkos
- Vágó: Czipauer János
- Háttér: Szoboszlay Péter
- Rajzolták: Kálmán Katalin, Marsovszky Emőke, Ternovszky Béla
- Színes technika: Dobrányi Géza, Boross Magda
- Gyártásvezető: Kunz Román

Készítette a Pannónia Filmstúdió.